# Ложюзан
Ложюза́н (фр. Laujuzan) — коммуна во Франции, находится в регионе Юг — Пиренеи. Департамент — Жер. Входит в состав кантона Ногаро. Округ коммуны — Кондом.
Код INSEE коммуны — 32202.

## География

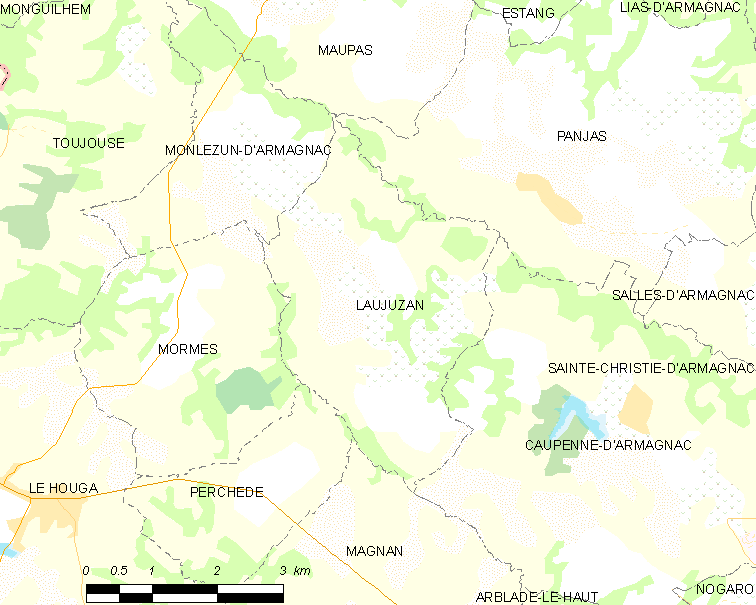
Карта коммуны

Коммуна расположена приблизительно в 600 км к югу от Парижа, в 130 км западнее Тулузы, в 60 км к западу от Оша.
На северо-востоке коммуны протекает река Миду.

## Климат
Климат умеренно-океанический. Лето жаркое и немного дождливое, температура часто превышает 35 °С. Зимой часто бывает отрицательная температура и ночные заморозки. Годовое количество осадков — 700—900 мм.

## Население
Население коммуны на 2010 год составляло 246 человек.
| 1962 | 1968 | 1975 | 1982 | 1990 | 1999 | 2010 |
| ---- | ---- | ---- | ---- | ---- | ---- | ---- |
| 295  | 283  | 262  | 242  | 245  | 225  | 246  |

## Администрация
| Период | Период | Фамилия        | Партия | Примечания |
| ------ | ------ | -------------- | ------ | ---------- |
| 2001   | 2014   | Клод Сенак     |        |            |
| 2014   | 2020   | Фредерик Аусту |        |            |

## Экономика
В 2010 году среди 141 человека трудоспособного возраста (15-64 лет) 107 были экономически активными, 34 — неактивными (показатель активности — 75,9 %, в 1999 году было 62,7 %). Из 107 активных жителей работали 98 человек (54 мужчины и 44 женщины), безработных было 9 (4 мужчины и 5 женщин). Среди 34 неактивных 9 человек были учениками или студентами, 11 — пенсионерами, 14 были неактивными по другим причинам.

## Достопримечательности
- Замок Ло (XIII век). Исторический памятник с 1981 года[4]